# Värmlands stenålder
Värmlands stenålder börjar under tidig mesolitikum, medan paleolitiska spår saknas då Värmland inte var isfritt under denna epok. Kunskaperna om den äldre stenåldern har växt under efterkrigstiden genom utgrävningar av viktiga boplatser, men också genom inventeringar vid sjöstränder och den reviderade fornminnesinventeringen. Den äldre forskningen kände främst till den yngre stenåldern genom dess hällkistgravar och lösfynd av neolitiska föremål. Efter den värmländska stenåldern följde Värmlands bronsålder.

## Forskarhistorik över jägarstenåldern
Kunskapen om stenåldern i Värmland har växt fram under andra halvan av 1900-talet, främst genom några arkeologiska undersökningar, genom revideringen av fornminnesinventeringen på 1990-talet samt av uppgifter från lösfynd. Av stor vikt för den senare bondestenåldern var Curry Heimanns avhandling Förflutna rum 2005. Avhandlingen behandlar neolitiseringen i sydvästra Värmland.
I mellersta och norra Värmland har inventeringar och några utgrävningar skapat ny kunskap om stenåldern. Under 1950- och 1960-talen undersöktes två boplatser, en vid Kindsjön och en vid Långflon. Långflon gav ett stort fyndmaterial med 950 poster. Avslag av flinta utgjorde 25,2 % av fynden. Kindsjöns fyndmaterial var färre än cirka 300 poster, med 42 fynd av flinta. Majoriteten av det litiska materialet bestod av avslag från kvarts eller kvartsit.
1998 undersöktes stenåldersboplatsen vid Lidsbron. Här påträffades anläggningar i form av härdar, en kokgrop, skärvstenhögar och avfallsgropar. Fynden bestod också av ett stort benmaterial från bland annat älg, bäver och gädda, men också brända fröer och skal från gåsört och skal av hasselnötter, samt skrapor och mikrospån. Boplatsen gav sex kol 14-dateringar, varav fyra är mesolitiska dateringar (från 7050–5710 f.Kr.), en neolitisk (3800–3300 f.Kr.) samt en från övergången mellan äldre och yngre järnålder (210–600 e.Kr.).
Kunskapen har också växt vid fornminnes- och andra inventeringar. Förstagångsinventeringen i Värmland genomfördes under åren 1962–1969 och revideringsinventeringen under åren 1986–1994. Första inventeringen inriktades främst på monumentala lämningar, som gravar i form av stensättningar, rösen och hällkistor. Förhistoriska boplatser registrerades inte.
Storsjön och boplatserna vid Storsjön i Gustav Adolfs socken i Hagfors kommun är en god utgångspunkt för att förstå hur skogsjöarna i Värmland har använts under historien. Storsjön har utnyttjats som energikälla och blivit uppdämd. Regleringen av sjön började 1909 för att underlätta timmerflottningen i området. Under 1940- och 1950-talen reglerades sjön i större skala, och vattennivån höjdes i sjön. När dammen skulle repareras 1996 inventerades Storsjön. Vattennivåerna i sjön hade då sänkts, och inventeringen dokumenterade att det kunde skilja 100–150 meter mellan den gamla ursprungliga och den nya uppdämda strandlinjen. Detta fenomen med stort avstånd mellan stränderna var vanligare vid utskjutande uddar.
Vid inventeringen utmed Storsjön påträffades tolv förhistoriska boplatser och sammanlagt 23 objekt. På boplatserna hittades skärvsten, avslag och ibland spån och anläggningar – främst härdar. Sju av objekten var bara skärvsten, men även dessa registrerades som boplatser. Tre lämningar var från historisk tid varav två spår av bebyggelse och en kolbotten. Förhistoriska boplatser låg ofta vid utskjutande uddar och branta stränder var oftast fyndtomma. Avslag dominerade materialet och flinta hittades vid åtta av de 12 boplatserna. Flintan var sydskandinavisk och kambrisk flinta. Storsjön blev tidigt inventerad när den var tillfälligt sänkt.

Resultatet av inventeringen blev att man förstod att det var lätt att hitta förhistoriska boplatser utmed sjöar med sänkt vattenstånd vilket sedan bidragit till nya kunskaper. Lärdomen att uddar var goda lägen för boplatser är viktig, och flintan tyder på långväga kontaktnät. Boplatserna var främst mesolitiska men de historiska lämningarna visar att skogsjöarna haft betydelse även senare. Begreppet boplats inom arkeologin omfattar platser av olika ursprung. Riksantikvarieämbetet definierar boplats:
Plats där man under förhistorisk tid vistats och där föremål, råämnen för bearbetning, byggnadslämningar, byggmaterial och/eller avfall lämnats kvar på marken.
Boplatser blir ett brett begrepp med allt från lämningar efter bostäder, exempelvis hyddor, men boplatser kan också vara tillfälliga slagplatser där avslag lämnats på platsen. Detta innebär att platser där människor bott likställs med platser där människor vid ett separat tillfälle bearbetat råämnen till föremål.

## Boplatser och försörjning
I Värmland varade mesolitikum från ungefär 8200 till 3800 f.Kr. Värmland blev isfritt först i sydväst för cirka 11 000 år sedan, och tusen år senare var hela Värmland isfritt. Den äldsta kända fyndplatsen hittades vid Vikstad i Kil. Matrester i en grop kunde dateras till perioden 8200–7650 f Kr. Platsen var då en mindre ö i Vänern, som vid denna tid var större och gick upp till Östmark. Äldre boplatser har hittats vid Kvarnåsen i Norra Råda, vid Lidsbron i Sunnemo, Acksjön i Ekshärad och vid Västanvik utanför Torsby. Boplatser på dessa platser var bebodda mellan 7100 och 6400 f Kr.
Näringsfånget var jakt och fiske och insamling, vilket visas av de nämnda boplatserna. Kvarnåsen gav fynd av bränt ben av fiskar som lax, karp och gädda, men också insamlade enbär, hallon och skogsvinbär. Lidsbron gav ben av älg, bäver och gädda. Västanvik var en boplats med kort uppehälle, där rostade hasselnötter hittades tillsammans med enstaka brända ben. Fångstmetoder är mer sällan dokumenterade, men ett flöte av trä hittat i centrala Karlstad och daterat till perioden mellan 5740 och 5520 f.Kr. är ett bevis på nätfiske. Delar av ett ljuster tillverkat av ben har hittats i en hydda på Kvarnåsen i Norra Råda.
De tre boplatserna vid Kvarnåsen, Lidsbron och Västanvik hade olika funktioner. Boplatser ligger nära i tiden men uppvisar stora skillnader i storlek, fynd och anläggningar. Kvarnåsen var en stor och fyndrik boplats, en basboplats under en längre period med stor variation i fynd. Lidsbron var trots sin storlek en fyndfattig boplats. Stenmaterialet var litet, men den hade en större mängd benmaterial. Lidsbron har tolkats som en tillfällig boplats eller jaktstation/fiskestation, där man vistats vid upprepade tillfällen under året. Västanvikboplatsen var minst till ytan. Tolkningen blev att det var en aktivitetsplats använd vid enstaka tillfällen. De tre undersökningarna delar upp boplatserna i olika typer. Basboplats är platser med långvarig bosättning med rikliga fynd av avslag spridda över stora ytor. Vanliga föremålsfynd är skrapor, och spår efter anläggningar finns oftast. Stationer är platser dit man återkommit under året för insamling, fiske eller jakt. Fynd av avslag och skärvsten förekommer liksom föremål som skrapor och det kan finnas anläggningar. Aktivitetsytor är vistelseplatser för tillfälliga uppehåll. Fynd är sparsamt förekommande skärvsten och avslag. Vid ytinventeringar av lokaler finns felkällor, där ytmaterialet kan skilja sig från de djupare lagren på boplatsen. Fynd från ytlagren vid eroderade boplatser vid sjöar är mer tillförlitliga då föremålen har eroderat fram ur hela lagret och inte bara från ytan. Närbelägna boplatser som egentligen är olika kan därför sammanblandas i ytskikten. Insjöboplatser kan vara blandade fynd från olika tider och innehålla artefakter från olika tidsperioder. Boplatser ligger ofta vid uddarna och mindre vikar.
Växtligheten under boreal tid var annorlunda. Tidigast vandrade skogsträden björk och asp, och därefter följde tall och hassel. Skogarna var öppna och ljusa och rika på vilt som betade av buskar, gräs och örter. Omkring 6500 f.Kr. vandrade almen in och strax därefter kom lind, ek och ask; skogarna tätnade successivt och blev mörkare. Trädslag som växte i Värmland under äldre stenåldern har hittats i daterade anläggningar med främst ek, tall, al, hassel och en.
1998 undersöktes en mesolitisk boplats vid Lidsbron i norra änden av Lidsjön. Boplatsen låg på en platå 40–50 meter från sjöstranden, och platån bestod av sand med tallskog. Undersökningen var en av de tre första av mesolitiska boplatser i Värmland, boplatser som kan omfatta mycket stora ytor. Platsen tolkades som tillfällig boplats för mellan 7500–9000 år sedan. Fynden från Lidsbron var flinta i form av mikrospån och spån, föremål tillverkade i sandsten samt ben av gädda, älg och bäver. Fynden av ben och hasselnötsskal visade att platsen hade goda bevarandeförhållanden, och den var välorganiserad med anlagda avfallsgropar och i det närmaste fyndtomma övriga ytor. Boplatsen användes också senare under romersk järnålder-vendeltid.
2006 undersöktes stenåldersboplatsen vid Kvarnåsen. Boplatsen hade upptäckts vid en fornminnesinventering på 1990-talet. Då ytplockades omkring 1 800 fynd på platsen. Boplatsen vid Kvarnåsen är Värmlands fyndrikaste boplats och har dateringar från under 800 års tid, mellan 7090 och 6250 f.Kr. Stenmaterialet var framförallt sydskandinavisk flinta med inslag av kambrisk flinta och hälleflinta samt kvarts. Här påträffades yxor samt fynd av brända ben efter fisk, gnagare och hjort, ren och älg. Kvarnåsen har tolkats som basboplats men kan ha varit en samlingsplats för olika grupper. Kvarnåsen hade anläggningar efter minst fyra hyddor, vilka var försänkta i marken med stolphål för taket. Bostäderna var 5×4 meter stora, med en cirka 20 m² stor boyta. Centralt i en hydda fanns en härd och i samma hydda fanns rikligt med brända ben. Avfall efter stenbearbetning visade att stensmide också förekom i hyddan. Bara delar av platsen undersöktes så det kan ha funnits fler hyddor på platsen.
Bara en hydda till från denna tid är känd i Värmland. Platsen för denna hydda är Södra Ed i Kila socken i Säffle kommun. Hyddan är oval, en 4×3 meter stor grop med en 1,5 meter bred boplatsvall. I vallen har påträffats flint- och kvartsavslag och skörbränd sten. Hyddan var belägen svag lutning ner mot en dåtida vik av Vänern. Hyddan är inte undersökt men några få fynd i en markskada gör att den dateras till äldre stenåldern.
2007 undersöktes boplatsen vid Västanvik i Fryksände socken i utkanten av Torsby. Västanvik låg 340 meter från Storvänerns strand. Det är sannolikt att boplatsen var belägen intill en mindre sjö/ eller sankmark. Terrängen öster om boplatsen var vattensjuk. Tolkningen att den var en aktivitetsplats baseras på boplatsens ringa yta. Totalt var boplatsen omkring 700 m². Fyndmaterialet var mycket enhetligt. En tredje anledning till tolkningen av boplatsen var att fynden hittades placerade så att gav en tydlig bild av var olika aktiviteter på boplatsen ägt rum. Splitter och avslag kunde lätt avläsas  på platsen. Boplatser använda under längre tid har mindre tydliga spår då de suddas ut av senare aktiviteter. Kol-14-dateringarna bekräftar att platsen använts under kort tid.  Boplatsen var liten men den var en fyndrik boplats. Dateringar landade på omkring 7030–6590 f.Kr. Stenmaterialet var mest kvartsit (47 %) och kvarts (27 %), annan bergart (13 %) och flinta (9 %). Flintan var mest sydskandinavisk flinta, men även inslag av kambrisk flinta. Endast ett avslag av hälleflinta påträffades. Boplatsen tolkades som en mindre boplats nyttjad vid ett eller ett fåtal tillfällen. Bara en anläggning dokumenterades.
Fler undersökta boplatser från jägarstenålder i Värmland finns vid Labacka i Rudskoga, i Edsvalla, i Långflon i Norra Finnskoga, Kindsjön i Södra Finnskoga, Mon på Sörmon och Sannerud i Kil. Labacka som grävdes under 1970-talet gav fynd av fyra Lihultyxor, mikrospån och knackstenar. Vid Edsvalla hittades omkring tjugo yxor mest lihultyxor men också trindyxor. Vid Kindsjön dokumenterades en trindyxa och handtagskärnor samt mikrospån. Boplatsen vid Mon i utkanten av Sörmon låg mycket nära den dåvarande stranden av Vänern. På denna plats hittades många mikrospån.

## Stenåldersboplatser vid skogssjöarna
Genom att äldre dammar vid skogssjöarna i östra Värmland har rivits har inventeringar av stränderna gett fynd av många stenåldersboplatser. Hagfors kommun hade 2021 257 registrerade boplatser från sjöstränder. Nedan beskrivs de två sjöarna Acksjön och Västra Gällsjön där hela 45 boplatser har dokumenterats. För att förstå förhistoriska boplatser är det viktigt att förstå att människor inte var bosatta på alla platser som kallas boplatser, en del var bara aktivitetsytor. De tre typerna basboplats, station och aktivitetsplats är viktiga för att förstå hur sjöarna har använts. Basboplatser som brukats över tid längre tider har funnits men de flesta boplatserna var bara aktivitetsplatser med korta uppehåll. Sjöar och vattenvägar var inte bara platser för uppehälle utan färdvägar och leder i landskapet. De bidrog till matförsörjningen men var säkert också besöksplatser. Senare under historisk tid blev sjöarna energikällor. De användes för flottning, och olika typer av stampar och kvarnar berättar om sjöarnas betydelse. Johan Richardsson studerade två skogssjöar Acksjön samt Västra Gällsjön båda i Hagfors. Båda sjöarna ligger i Ekshärad socken men Västra Gällsjön gränsar också till Gustav Adolfs socken. Landskapet som omger sjöarna är kuperad skogsmark med stora myr- och mossområden. Skogssjöar binds i Värmland ofta samman genom vattensystem. Älvar, bäckar eller åar skapar vattenvägar mellan sjöarna. Ekshärads socken har annars mest fornlämningar som är kvarlevor efter enkel teknisk järnframställning mestadels kolningsgropar och blästerplatser. Gustav Adolfs socken har fler dokumenterade boplatser vid sjöarna och från historiska tid industriella spår.

### Acksjön
Acksjön ligger ligger öster om Bergsäng.Fördämningen vid Acksjön revs 2017. Den var ett fysiskt hinder för öringen och andra fiskars vandringar och dammrivningen ville förbättra livsmiljön för flera andra arter. Inventeringen av Acksjöns stränder började 2018, och har genomförts i flera etapper. Sammanlagt dokumenterades 25 platser vid sjön. Boplatserna har försökt sättas in i de tre underkategorierna av boplatser. Fem har kategoriserats som basboplatser. Stationerna har uppskattats till sex stycken och de rena aktivitetsytorna utgör resten av boplatserna. Fyndmaterialet domineras av skärvsten och avslag. Kvartsen har gett mest bidrag till avslagen följt av flinta. Flintan var sydskandinavisk, kambrisk och den så kallade hälleflintan. Även brända ben hittades vid två västligaste basboplatserna och de utgör ovanligare fynd vid inventering av strandboplatser. Ett ben daterades till en ålder av 7090–6820 f.Kr. Norra strandens basboplatser hade flera härdar och fynd av anläggningar är ovanligt vid dessa boplatser. Härdarna var urlakade och kunde inte dateras och material som brända fröer fanns inte för analys. Boplatserna var jämnt fördelade över hela strandlinjen vid Acksjön. De södra stränderna är något brantare och basboplatser saknas i söder. Boplatserna fanns vid uddar eller i deras närhet. De två öarna i Acksjön hade också boplatser. Boplatserna var också relaterade till sjöns in- eller utflöden.
Föremål som kan ge en grov datering hittades på nio boplatser. Spånskrapor och trindyxor tillhör mesolitikum men kan även vara neolitiska men de är troligen mesolitiska artefakter. Alla nio boplatserna tillhör stenåldern. Föremål som spån, trindyxor och en kölskrapa är sannolikt mesolitiska. Kölskrapor är mycket ovanliga fynd i Värmland. En tunnackig yxa och en flintspets med tånge är från neolitikum. Tångepilspetsen var en den typ som förekommer i den gropkeramiska kulturen (3200–2300 f.Kr). En eldslagningsten från äldre järnålder eller folkvandringstid påträffades som ensamt lösfynd. Artefakterna hittades vid basboplatser eller stationer. Vid en aktivitetsplats hittades en spånskrapa av flinta.

### Västra Gällsjön
Västra Gällsjön är en avlång skogsjö belägen 6 kilometer öster om Bergsäng, 3 kilometer sydöst om Acksjön. Dammen vid behövde repareras 2019 och de forntida stränderna blev blottade. Inventeringarna vid sjön utfördes 2019 och 2020. Inventeringen registrerade 20 boplatser och en fyndplats. Bara en kan beskrivas som basboplats. Tre beskrivs som tillfälliga boplatser eller stationer och 16 stycken beskrivs som aktivitetesytor. Fynden var som vanligt mestadels skärvsten och avslag. Kvarts dominerar i likhet med Acksjön följt av flinta. Flintan var uteslutande sydskandinavisk. Ett spån av röd skiffer hittades vid en boplats. Det råmaterialet är ovanligt i Värmland. Andra funna råmaterial var bergskristall, kvartsit, porfyr och rosenkvarts. Största delen av fyndmaterialet vid Västra Gällsjön hittades vid en stor trolig basboplats vid sjöns norra del. Fyndmaterialet gör det möjligt att beskriva boplatsens struktur. Avslagen var spridda över boplatsen i sin helhet, med vissa koncentrationer. Koncentrationerna kan tolkas som slagplatser men det kan också var tecken på hyddbottnar. Kvarnåsens hyddor hade rikligt med avslag. Skärvstenen hittades främst vid en liten udde i södra delen av boplatsen, och här har eldarna brunnit och maten troligtvis lagats. Topografiskt är platsen vid Västra Gällsjön annorlunda än platsen vid Acksjön, vilket påverkar lämningarnas spridning. Västra Gällsjön har delvis en brant och stenig terräng och dessa platser var tomma på fynd. Fynden hittades på flackare områden, och liksom vid Acksjön fanns dessa vid uddar eller nära uddar. Fem platser av 20 gav fynd av grovt daterande artefakter. Tre av boplatserna och den så skallade fyndplatsen var av mesolitiskt ursprung. Basboplatsen gav ett fynd av en pilspets med urnupen bas i flinta, och spetsen är senneolitisk ( 2300-1800 f.Kr.). Daterbara föremål hittades mest vid de troliga basboplatserna vilket också var fallet vid Acksjön men även vid mer tillfälliga boplatser (stationer).

### Icke mesolitiska spår
Det är frestande att betrakta förhistoriska boplatser längs med skogsjöarnas stränder som mesolitiska boplatser. En majoritet av de daterbara föremål som påträffats vid boplatserna har fått mesolitisk datering. Trindyxor och spånskrapor förekommer i neolitikum, men var mer vanliga under mesolitikum. Till neolitikum daterade spår är tunnackiga yxor samt pilspetsar från mellanneolitikum och senneolitikum. De visar att strandboplatser har varit attraktiva under hela stenåldern. Fynden kan tolkas så att man inte levt helt efter en neoilitisk livsstil, utan fortsatt att jaga och fiska på strandboplatser. Neolitiska spår saknas annars mestadels i östra Värmland. Sländtrissan och eldslagningstenen är lösfynd daterade till medeltid och järnålder. Fynden visar på aktivitet vid stränderna och sjöarna även i senare tider.

## Stenålderns långväga kontakter
Stenmaterialet kan inte bara datera boplatser utan också ge information om kontakter och kommunikationsvägar. Flintmaterialet är störst och bäst att använda. De tre slag av flinta som förekommer är sydskandinavisk som förekommer i Danmark och Skåne och i lösa block på västkusten. Kambrisk flinta förekommer i Kinnekulleområdet samt Hälleflinta som förekommer från Bergslagen norrut till Hälsingland samt åt sydöst till Östergötlands kustområde men även i Småland.
Sydskandivisk flinta är det vanligaste icke lokala råmaterialet också på boplatsen Kvarnåsen och vid inventerade sjöar i Hagfors. Flintan har troligen kommit via vattenvägar via Göta älv och Vänern till östra Värmland längs med vattensystemen. I sjösystemet i Värmland har flintan ingått i ett utbytessystem. Flinta har troligen utgjort en vital del i utbyten på platser som exempelvis på boplatsen vid Kvarnåsen. Ett fynd av en privatperson vid Acksjön av ett flintkonkretion med rund form 20x14 cm stor. Fyndet antyder hur råmaterialet såg ut då det fraktades till skogsmarkerna i Värmland. Några få inslag av norrländskt ursprung är spånet av röd skiffer vid Västra Gällsjön, som möjligen har ett samband med skifferkulturen. Kölskrapan vid Acksjön pekar också norrut. Fynd av jaspis vid Kvarnåsen, berättar om kontakter med Norge. Föremål och avslag av hälleflinta och sandsten tolkas som kontakter med Bergslagen och Dalarna. En  föremålskategori som troligen tillhör neolitikum är cirka 30 föremål av skiffer hittade i Värmland. Största delen av föremålen är spjutspetsar eller pilspetsar. Skiffer som råmaterial tyder på kontakter norrut, men föremålen av skiffer är spridda från norra Värmland och söderut till Värmlandsnäs.

## Forskningshistorik om bondestenåldern
Landskapet Värmland var ett mindre studerat område inom stenåldersforskningen långt fram i tiden. Få undersökningar är gjorda av fornlämningar daterade till neolitikum, totalt gäller det bara 18 av 356 (5 %) av alla utgrävningsrapporter under de 228 åren 1770 till 1998. De flesta rapporterna rörde hällkistor och registrerade lösfynd. Hällkistorna benämns först ättegravar i uppteckningar om fornminnen av Värmland prästerskap. En källa för dessa prästberättelser är Johan Hammarins beskrivningar av olika socknar i Carlstads stifts Herdaminnen I – III  utgivna 1846 till 1849, nyare utgåva av Edestam 1965 – 1973.  E Fernow nämner i Beskrivning över Värmland  att 1675 gjordes den första kända undersökningen av en grav, en hällkista  i Älvdals härad. Fernows bok bygger sin historieskildring av Värmlands hednatid på sagoberättelser och ger stort utrymme till historien om Olof Trätälja , medan tankar från modern arkeologi saknas hans 1700-tals verk.

### Lignell och Djurklou
Anders Lignell, som var präst i Kila, arbetade modernare och samlade lösfynd och dokumenterade fornlämningar. Lignells fornsakssamling skänktes till Karlstads gymnasium 1839, och senare skulle samlingen bli grunden för länsmuseet Värmlands Museum. Samlingen bestod till stor del av stenyxor flest skafthålsyxor. Lignell efterlämnade handlingar och arkivmaterial om Värmlands fornfynd och fornminnen. Lignells arkiv utnyttjades senare av hans efterföljare. Antikvitetsindendent Nils Gabriel Djurklou dokumenterade fornlämningar, men även kyrkor och folkliga traditioner då han reste runt i Värmland på 1860 talet. Under resan utförde han några grävningar och samlade in föremål. Djurklou använder uppgifter hämtade från Anders Lignells efterlämnade papper. Djurklous reseberättelse 1867 är den första mer utförliga beskrivningen av de värmländska hällkistorna. Han ger information om hällkistornas storlek, beskriver deras läge och placeringar i landskapet. Han beskriver att de flesta hällkistorna är svårt skadade. 
Hällkistorna före finnas i bergen och på skogsåsarna, ej sällan temligen långt från bygd och vatten, men vanligast på sådana ställen der man utan allför lång transport kunnat erhålla det svårforslade materialet. De äro alltid byggda i norr och söder, men med någon - stundom ganska stark dragning åt öster och väster. Deras längd är 12-18 fot, bredd om kring 4 fot  och höjden 1,2 à 3 fot (cirka  0,3 0,9 m) öfver den stundom ättehögslika, men låga bädd af småsten och grus, eller blott det senare, hvaraf de omgifvas. 
Djurklou tar upp 56 hällkistor i Värmland och han noterar att  alla (hällkistorna) äro ytterst illa medfarna... Djurklous material användes sedan av Oskar Montelius då han skrev sin översikt om megalitgravarna. 

### Ernst Nygren
Ernst Nygren var student vid Knut Stjernas seminarium i Uppsala och skrev sin avhandling Värmlands stenålder som publicerades 1914 efter Stjernas död. Verket är en del av landskapsvisa översikter som lanserades vid Stjernas seminarium 1909. Vid detta seminarium tilldelades studenterna var sitt landskap som studieobjekt för att dokumentera fornfynd, fornlämningar samt för att reda ut de geografiska förhållandena under stenåldern. Arbetet blev försenat genom Knut Stjernas tidiga bortgång i november 1909. Nygren gav ut sitt arbete om Värmlands stenålder först 1914 med professor Oskar Almgen som handledare. Arbetet omfattade 120 sidor. Boken är systematisk och går grundligt igenom fornminnen och fornfynd och är värdefull kunskapskälla även 100 år senare. Nygren redovisar allt som var känt 1914 i regionens museisamlingar och i Statens Historiska Museum. Bokens spridningskartor av fynd och fornlämningar är underlag då han beskriver landskapets första kolonisationen och den senare odlingen och boskapsskötseln. Tre år senare 1917 ger Ernst Nygren en översikt för hela Värmlands förhistoria. Han anger 1917 antalet hällkistor till omkring 70. Han anser att hällkistorna ger de säkraste bevis på en fast bosatt och åkerbrukande befolkning. Hans arbete visar att utbredningen av lösfynd inte överensstämmer med utbredningen av gravar i landskapet. Senneolitiska lösfynd av skafthålsyxor och dolkar är mycket mer spridda över landskapet än hällkistorna som bara finns i västra delarna av Värmland. Lösfyndens har en utbredning utmed sjösystemen och älvarnas dalgångar i hela landskapet.

## Teorier om stenåldern i Värmland
Värmland utgör på många sätt ett gränslandskap med t.ex. inslag av olika redskapstraditioner. En diskussion har under senare år förts kring tolkningen av boplatsspår med fynd huvudsakligen av kvartsavslag och skörbränd sten (Svensson 1998:45). De förekommer vid sjöar och vattendrag och tolkas som lämningar efter en jakt/fiske do minerad ekonomi även om deras kronologiska tidsbestäm ning ofta är oklar. Riksantikvarieämbetets revidering av fornminnesinventeringen började i Värmland 1987. Efter inventeringen registrerades många stenåldersboplatser. Längs sjöstränder i norra och nordöstra landskapet nyregistrerade över 100 boplatser. Dess var inte daterade varken med fynd eller efter utgrävningar men fyndmaterialet gör att de kan klassas som stenåldersboplatser. Fyndmaterialet bestod mestadels av avslag och redskap av kvarts och skörbränd sten, men även flinta. I västra Värmland hittades ännu fler platser och fler än 200 boplatser registrerades. Flest boplatser hittades utmed Foxen/Stora Les stränder. På dessa boplatser hittades nästan uteslutande redskap av flinta och flintavslag även om kvarts förekommer även här. Längre norrut vid sjöarna Töck, Östen och Sandsjön påträffades också ett flertal fyndplatser. Materialet var på dessa mest kvarts till skillnad mot Foxen/Stora Le.  

### Blandade boplatser
I östra Värmland har lösfynd längs sjöar gett spår efter den äldre stenålderns boplatser. Många boplatser har hittats utmed sjöarna i Hagforstrakten som beskrivits ovan. Stenmaterialet och redskapen som hittades utmed stränderna kan dateras till senmesolitiska som neolitiska boplatser,. Att boplatser vid sjöar är av bländad karaktär med fynd från äldre och yngre stenålder är vanligt. En typisk sådan blandad mestadels senmesolitisk stor boplats finns i Svenserud nära Vänern i Ölme socken (Raä nr 15). Boplatsen har klara också neolitiska inslag . Boplatsen var belägen intill en höjd vid ån Ölmans forna mynning 75 meter över havet. På platsen gjorts fynd av  lösfynd bland annat 14 lihultyxor, 5 trindyxor och dessutom flera tidigneolitiska spetsnackiga och tunnackiga yxor. Kroken i Holmedal socken har också lämnat ett blandat material. Det senmesolitiska materialet är störst. Det innehåller en lihultyxa av grönsten men också mikrospån, kärnor, ordinära spån, en kölskrapa och andra skrapor. Även boplatser vid sjön Mögreven (Raä nr 16 och 17) i Gåsborn socken har gett fynd från äldre och yngre stenålder: en lihultyxa, trindyxor, flera flathuggna spetsar samt skrapor, kärnor och avslag.
I södra Värmland ligger de gamla boplatserna ofta i åkermark då sjöarna har försvunnit från landskapet. Vanligaste fynden vid bosättningarna är artefakter, föremål som yxor, men framför allt avslag av kvarts, kvartsit och ibland flinta. Spåren av boplatserna kommer från hela Värmland, från Värmlandsnäs i söder till Långflon i norr. Befolkningens storlek under äldre stenåldern är okänd men den var troligen liten. Den rörliga befolkningen avsatte spår på många olika platser.  

### Kulturgräns vid Norrlandsgränen
Heiman menar att materialet från boplatser antyder en diagonal kulturgräns genom Värmland, med rötter ner i senmesolitisk tid. Gränsen kan liknas vid den etnologiskt etablerade fäbodgränsen men också med naturgeografiska vegetationsgränsen Limes Norrlandicus. Gränsen märks materialval för tillverkning av redskap och avspeglas i åtskilliga artefakters utbredning. Kvarts, kvartsit och vulkaniter användes oftare norr om gränsen medan lihultyxor mest förekommer i söder. Bara få lihultyxor har hittats i norra Värmland. I de södra delarna av Värmland hittas många neolitiska inslag medan samtidigt fångstsamhället fortgår norrut. Norra Värmland liknar nordöstra Svealand och Norrland medan södra delarna  liknar det västsvenska området. Man kan jämföra situationen med kulturgränser i Mellansverige under stenåldern.Gränsen  var inget hinder för utbyte av råvaror. Sydskandinavisk flinta påträffas ofta i norra Värmland men den minskar norrut och spetsar till spjut och pilar av skiffer, typiskt nordliga föremål är vanliga besökare i södra Värmland under senmesolitisk och neolitisk tid. De förekommer även längre söderut . Gränsen för trattbägarkulturen går i södra Värmland  vilket kan studeras genom spridningen av de slipade yxorna av flinta och andra bergarter. Resultaten gäller tidiga spetsnackiga yxor, tunnackiga och tjocknackiga yxor. Dessa yxor är speciellt vanliga fynd på  Värmlandsnäs.   Det värmländska stenåldersmaterialet är alltså föga homogent. På ett liknande sätt som landskapets många olika naturgeografiska områden fördelar sig fynden ojämlikt över Värmland. I viss mån avspeglar förstås fynd materialet även den arkeologiska aktiviteten. Men på ett övergripande plan kan vi se att skillnaderna mellan olika delar av landskapet ökar i samband med neolitiseringen. Sydvästvärmland får efterhand en allt starkare egen arkeologisk identitet. Det är i detta område den neolitiska kulturen får fäste. 

## Tidigneolitikum
Värmlands museum räknar neolitikums början från omkring 3 800 f.Kr och anger i övrigt samma tidsintervall för mellanneolitikum (3300-2300 f Kr) och senneolitikum (2300-1800 f Kr som är gängse inom arkeologin. Den neolitiska tiden är i Värmland främst känd genom lösfynd och gravar. Fynden utgörs främst av yxor av flinta och andra bergarter. Under tidigneolitikum inträffade värmemaximum för tiden efter istiden och medeltemperatur i Norden var 2–3 grader varmare än år 2000. Värmlands museum skriver jorden medeltemperatur men det blir felaktig information. I Värmland har det hittats cirka 260 tunnackiga yxor från tidigneolitikum. De har hittats i centrala och västra delen av landskapet och förekommer främst i området vid Arvika och Säffle. Där har omkring 120 yxor hittats (45%). De yxor som hittats längst norrut kommer från Lekvattnet och Vitsand i Torsby kommun. Värmlands tunnackiga yxor är av olika bergarter till 70 % medan bara 30 % är flintyxor vilket berättar om att råvaran för flintyxor var begränsad.

## Mellanneolitikum
Några tunnackiga yxor tillhör säkert mellanneolitisk tid annars dominerar tjocknackiga yxor under mellanneolitikum. Även dessa yxor hittas mest i centrala och västra Värmland. Dubbeleggade stridsyxor från mellanneolitikum är mycket ovanliga men med några fynd från Ekshärad och Lungsund, medan båtyxor är ovanliga men det finns ändå ett femtiotal fynd från Värmland. Men hälften av dessa är fragment av yxor. Fynden är spridda över ett större område i Värmland några är hittade långt norrut i Sysslebäck i Klarälvsdalen. Huvuddelen av båtyxorna har sitt ursprung i östra eller centrala Värmland och färre i väst eller sydväst.  Gropkeramik med gropornering har hittats som lösfynd i Råglanda i Botilsäters socken på Värmlandsnäs.

### Neolitiska boplatser och levnadsmönster
En undersökt boplats från denna tid är var belägen på den lilla ön Hästholmen i sjön Foxen/Stora Le. På boplatsen påträffade man, förutom avslag och föremål av flinta, bland annat dekorerad keramik och brända djurben från bäver, älg och fisk såsom gädda och abborre. Benen från älg har kunnat dateras till omkring 3500–3000 f Kr. Den påträffade keramiken visar sig komma från minst nio olika kärl och var keramik från trattbägarkulturen. Fynd av sådan keramik är ovanliga i Värmland och är bara känd från ytterligare några platser i länet, bland annat från Bryngelsbyn i Töcksmark nära gränsen mot Norge. Den ornerade trattbägarkeramiken påträffades 1994 ett mindre fynd av trattbägarkeramik i Töcksmarks socken. (Rentzho
En delvis förstörd neolitisk boplats påträffades vid Karlstads flygplats vid undersökningar utförda 1994–1995. Bland fynden fanns keramik av trattbägarkaraktär, en pilspets och två yxor, den ena en tunnackig yxa av bergart. En mindre neolitisk boplats utanför Sunnemo hittades 2008. Boplatsen hade en härd och daterats till slutet tidigneolitisk och början av mellanneolitisk tid 3500 och 3100 f Kr. Neolitiska boplatser fanns troligen också vid Avelsäter i Tveta och Sucka i Blomskog där har påträffats isolerade anläggningar som har daterats i Avelsäter  till tiden 2630–2470 f Kr, medan anläggningen i Sucka  var yngre och daterades till övergången mellan senneolitikum och äldre bronsåldern. En undersökning utfördes 1997 av en boplats i Backa, Silbodals socken av Axelsson och Olsson.  Boplatsen låg på en åsrygg med sand som jordart öster om älven i Silbodal. Bebyggelsen var från bronsåldern, möjligen delvis äldre, med spår efter ett långhus och grophus. Grovt magrad keramik bedömd som neolitisk hittades I en avfallsgrop. Spår av husrester ibland ofullständigt  grävda varav ett tolkades som ett tvåskeppigt hus. Naket korn hittades i ett stolphål.  En härd blev C-14 daterad till yngre bronsålder. Undersökarna Axelsson och Olsson skriver utifrån fynden dateras boplatsen till neolitikum. Deras grunder för denna datering var keramikfynden, det tvåskeppiga huset och fyndet av naket korn. Men platsen gav flera spår från senare förhistorisk tid vilket  gör den neolitiska dateringen osäker och Heiman daterar boplatsen till yngre bronsålder. 
En boplats som var bosatt från stenålderns slut och sedan fram till yngre bronsåldern har hittats vid Fläskerud på Värmlandsnäs. Boplatsens äldsta delar hade så kallade kokgropar och ett antal stolphål. Vedartsprover tagna på boplatsen visar att det växte al, björk, ek, tall och hassel nära boplatsen. Hasselnötsskal, fynd av naket korn och brödvete, ger indikationer på födovalet på boplatsen. Fynden från boplatsen är bland annat två pilspetsar med urnupen bas av flinta. Trots att neolitikum är allmän beteckning så har man ånnu i Värmland få spår av vad man odlade och forkningen är inte klar över när jordbruket började i Värmland. Ett pollendiagran från Lennartsfors i Årjängs kommun har gett de äldsta bevisen för att människan påverkade sin omgivning. Spåren är från tiden 3000–2700 f. Kr. men spåren av kulturpåverkan är svaga. I slutet av mellanneolitikum 2400–1600 f. Kr. kommer en mer drastisk förändring av landskapet det vill säga under hela hela senneolitikum in i bronsåldern. Även om odlingen började under neolitikum finns tydliga tecken på att man också fortsatt livnära på det gamla sättet som jägare och samlare. Det gäller i synnerhet delar av Värmland. Från strandboplatser i skogsmarker finns fynd av senneolitiska föremål i jakt. och fiskekontext från Glaskogen, Långserud och från Gåsborn, finns fynd som kan dateras till senneolitikum. Fynd visar att man fortsatt utnyttjat samma resurser som under mesolitikum. Dessa strandboplatser har gett fynd av av skafthålsyxor och pilspetsar med urnupen bas med hemvist i senneolitikum. 

## Senneolitikum
Den vanligaste yxtypen från neolitikum utgörs av så kallade skafthålsyxor från senneolitikum eller äldre bronsålder. I Värmland har över 1200 skafthålsyxor påträffats. Skafthålsyxorna utgör nästan 80% av de föremål vi känner till från senneolitikum. Yxorna har påträffats i flera olika sammanhang, i såväl gravar som på boplatser eller i mossar. Samtida med skafthålsyxorna är föremål av flinta såsom dolkar, spjutspetsar och skäror. De senneolitiska fynden förekommer i delvis andra områden än ovan nämnda yxor, vilket skulle kunna betyda att en expansion av bebyggelsen ägt rum vid denna tid. Men ändå kommer cirka 55% av alla senneolitiska fynd från nuvarande Säffle, Arvika och Årjängs kommuner.
Från neolitikum finns väldigt få undersökta boplatser. En undersökt boplats delundersöktes  av Hans Olsson vid Mellerudstorp i Nors socken (väster om Karlstad) 1972. Boplatsens datering är något oklar, men fyndmaterialet har en karaktär som indikerar en datering till senneolitikum.   en trolig senneolitisk boplats. Boplatsen låg på södra sluttningen på en grusås. Undersökningen var av mindre omfattning och man hittade tre härdar och några stolphål som inte kunde tolkas. Föremålsfynden bestod av en paralellhuggen pilspets av flinta, en spånskrapa och ett fragment av keramik. En annan senneolitisk boplats är dokumenterad vid Degerbyn i Värmskogs socken.

### Hällkistundersökningar i Värmland
Från den senare delen av stenåldern, senneolitikum, finns de äldsta kända gravarna i Värmland. Dessa kallas hällkistor och består av kistor byggda av stenhällar. Hällkistorna finns bara i den sydvästra delen av Värmland, i Arvika, Grums, Säffle och Årjängs kommuner- Hällkistor förekommer från Värmlandsnäs och utmed Dalslandsgränsen upp mot Arvika längs båda sidor av Glafsfjorden. Weiler  har definierat en hällkista som ”ett fyrsidigt rum av stenhällar, som är avsett som gravplats för flera personer” . Vanligtvis är de byggda med större stenhällar. En hällkista är alltid omgiven av en stensättning eller en flack hög De värmländska hällkistorna är vanligen cirka 3 – 6 meter långa och är nästan uteslutande enrummiga, huvudsakligen orienterade i nord-syd med variationer åt nordväst-syd ost och nordost-sydväst. En hällkista finns dessutom på Alsternäset strax öster om Karlstad. Som gravform brukar man betrakta hällkistorna som kollektiva gravar, med flera gravsättningar i samma grav. De få undersökningar som utförts i Värmland tycks bekräfta detta.
Kistorna var då de byggdes täcka av en eller flera hällar, men dessa takhällar finns nästan aldrig kvar. Omkring 170 bevarade eller förstörda hällkistor är kända i Värmland. Av dessa är endast sju undersökta av arkeologer. Från Hällsbäck i Gillberga finns fynd av två skifferhängen, två flintpilspetsar med urnupen bas och fragment av obrända människoben. Pilspetsar hittades även i en hällkista i Norra Ed i Kila där man också påträffade två skrapor av flinta. Den senast undersökta hällkistan är den i Blomma i Blomskog som undersöktes 1992. Utöver de undersökta hällkistorna finns kända fynd från 4–5 hällkistor till.
Antikvarien Ture J. Arne ger uppgifter om värmländska hällkistor. Han hade varit på fältarbete i Värmland 1915 och redogör 1921 för tre nyupptäckta hällkistor i Södra Ny socken samt två nyupptäckta i By socken. En hällkista i Sund, By socken undersöks sedan av Arne. Det är första undersökningen av en utbildad arkeolog i Värmland. Hällkistan som undersöktes var 4,5 x 1,5 meter stor. Det omgivande röset var lågt (stensättning?) och hade  8 meters diameter. Fynd vid undersökningen blev cirka trettio keramikbitar av hårdbränt magrat grått gods samt en liten långsträckt hjärtformig pilspets av flinta samt lite kvarts och kol. Den undersökta hällkistan var starkt skadad och flera hällar saknades men Arne kunde trots detta konstatera att kistan hade haft  en avsmalnande form.  Södra gavelhällen saknades vilket är vanligt i de värmländska hällkistorna.
Nils Åberg undersökte i maj 1918 två fyndtomma hällkistor i Trankils socken. Åberg registrerar fem hällkistor  i socknen. Åberg gör en uppmätning av en hällkista på Gåsön i Stora Le (Raä nr 68).
Ingemar Atterman undersökte i Värmland under mellankrigstiden flera fornlämningar i Värmland. Hans mening är att hällkistan tyder på kontakter söderut och västerut. Han såg hällkistan som en grav för bofasta. 1935 undersökte Atterman en hällkista i Norra Ed i Kila socken. Graven var  4,8 meter lång och fristående. I kistan hittades en obränd benbit. Fynden utgjordes av två pilspetsar av kvartsit med urnupen bas och 2 små konvexa skivskrapor, ett retuscherat spån, och två fragment av spån av limhamnsflinta. I Gillberga socken vid Hällsbäck undersökte Atterman 1942 en delvis förstörd hällkista. Den var omkring 3 meter lång. i kistan hittades två skifferhängen och 2 pilspetsar av flinta med urnupen bas. Två skenben hittades i norra delen av kistan rester av gravsatt med huvudet i söder.  1930 restaurerade riksantikvarie ämbetets ombud T. Eriksson en hällkista i  Källås, Gillberga socken varvid en tjocknackig bergartsyxa hittades i hällkistans röse.
Ivan Schyman  gav 1954 ut boken Värmlandsnäs från forntid till nutid I. Södra delen och 1958 kom Värmlandsnäs från forntid till nutid II. Norra delen. I böckerna beskriver Schyman  hällkistor och många lösfynd från Värmlandsnäs. Han nämner en bladformad pilspets påträffad i Krokstad, By socken. Ett kranium  skall ha hittats vid en avlägsnad hällkista i Västra Uggelsäter i Huggenäs socken. I denna socken har ett brandskadat skaft till en flintdolk vid Östra Uggelsäter också  i en hällkista. En  2,8 meter lång relativt välbevarad hällkista i Sillebotten, Silleruds socken efterundersöktes 1953 av Gilbert Svensson. Hällkistan hade tidigare rovgrävts. Hällkistan var omgiven av en 0,5 meter hög stensättning. I kistan hittades en skafthålsyxa och två lancettlika flintdolkar och cirka 15 skärvor av ben.Fornsakernas läge i graven tolkade Svensson som att minst två gravsättningar gjorts i kistan. Bengt O.H. Johansson gav 1961 en översikt av fynd gjorda vid gamla undersökningar  i Västra Sverige. Han beskrev  fynd från sex hällkistor i Värmland.
1973 inleder Hans Olsson en diskussion om de värmländska hällkistorna. Hans artikel knöt hällkistorna till stenåldersbönder från områden söder om Värmland och förelslog att  gravarna kunde vara gravar för en var invandrad folkgrupp. Han tog också upp problemet  att senneolitiska lösfynd har en helt annan spridningsbild än hällkistorna. Åke Hyenstrand skriver en översikt av Värmlands förhistoria 1988 med liknande tankegångar. Hällkistorna speglar en förhållandevis fast bosättning, kanske med inslag av jordbruksekonomi.
Heiman undersökte i Blomma, Blomskogs socken 1991-1992 en hällkista med måtten 5x2 meter. Höllkistans stensättning var närmast oval  orienterad i nord/syd. Graven var kraftigt skadad. Undersökningen vill ge en datering och konstruktionsdetaljer. Hällkistans senare restaurering behövde ett underlag. I hällkistans södra ände fann markerad ingång med tröskelsten och stenpackningen i stensättningen runt graven hade en insvängning. Kistan var delad i två delar av en väggliknande  konstruktion i lera. Indelningen  liknade rumsindelning i sten exempelvis kistor med gavelhål. En flathuggen pilspets av kvartsit  dateras till senneolitikum medan odekorerad, lättbränd ljusbrun keramik med grövre magring var mer svårdaterad. Termoluminiscens gav resultatet 120 e.Kr. (+/- 100). Detta kan tolkas som sekundär användning under äldre järnålder eller var dateringen felaktig. Mikaela Fristedt skev 1986 en kandidatuppsats Hällkistorna i Värmland. Hon ville främst beskriva deras kronolog ioch korolog, Fristedt uppger 173 hällkistor i Värmland jämför 56 stycken hos Djurklou 1867, 70 i Nygren 1917 och 100 i Svensson 1957 och omkring 130 efter för fornminnesinventeringen på 1960-talet. Fristedt har egna och vidare definitioner hällkistor vilket gör jämförelser svårare. Revideringsinventeringen med tillägg av några nyupptäckta ger sammanlagt 155 hällkistor alltså något färre än de 170 som gavs i inledningen. 
Från neolitisk tid härrör sannolikt de hällmålningar som påträffats i södra delarna av Årjängs kommun. I dagsläget är fem hällmålningar kända men det finns uppgifter om att det skall ha funnits ytterligare en som idag är förstörd. På tre av målningarna återfinns djurmotiv medan de två andra främst avbildar människor. Hällmålningarna är placerade på lodräta klippväggar som stupar ner i vattnet.